# Виану, Тудор
Тудор Виану (рум. Tudor Vianu; 27 декабря 1897, Джурджу — 21 мая 1964, Бухарест) — румынский литературовед и философ, литературный критик, искусствовед, поэт, переводчик, академик Румынской академии, дипломат. Лауреат Государственной премии Румынии (1962).

## Биография
Окончил Бухарестский университет. Защитил докторскую диссертацию в Тюбингенском университете.
Его работы «Искусство и прекрасное» (1931), «Эстетика» (т. 1‒2, 1934‒1936) явились попыткой дать как систему свод положительных эстетических идей старого и нового времени; они сохраняют значение в плане исторического рассмотрения эстетических категорий и сегодня.
Труды «Проблемы стиля и литературного искусства» (1955), «Проблемы метафоры и другие работы по стилистике» (1957) ‒ результат глубокого исследования развития литературы в целом. Сыграл важную роль в восприятии и развитии модернизма в румынской литературе и искусстве.
В 1946—1947 годах работал послом Румынии в Югославии.
Отец писателя Иона Виану.

## Избранные публикации
- Dualismul artei («The Dualism of Art») — 1925;
- Fragmente moderne («Modernist Pieces») — 1925;
- Poezia lui Eminescu («The Poetry of Eminescu») — 1930;
- Arta și Frumosul («Art and Beauty») − 1932;
- Idealul clasic al omului («The Classic Idea of Man») − 1934;
- Estetica («Aesthetics»), a work in two volumes — 1934—1936;
- Filosofie și poezie («Philosophy and Poetry») — 1937;
- Istorism și naționalism («Historicism and Nationalism») — 1938;
- Introducere in teoria valorilor («Introduction to the Theory of Values») — 1942;
- Istoria literaturii române moderne («The History of Modern Romanian Literature») — 1944;
- Filosofia Culturii (Philosophy of Culture) — 1945;
- Dicționar de maxime (comentat) («Dictionary of Maxims (Annotated)») — 1962.
- Postume. Istoria ideii de geniu. ‒ Simbolul artistic. ‒ Tezele unei filozofii a operei, Buc., 1966;
- Arta prozatorilor români, [Buc.], 1966; Estetica, Buc., 1968.